# Franciszek Zawadzki (przedsiębiorca)

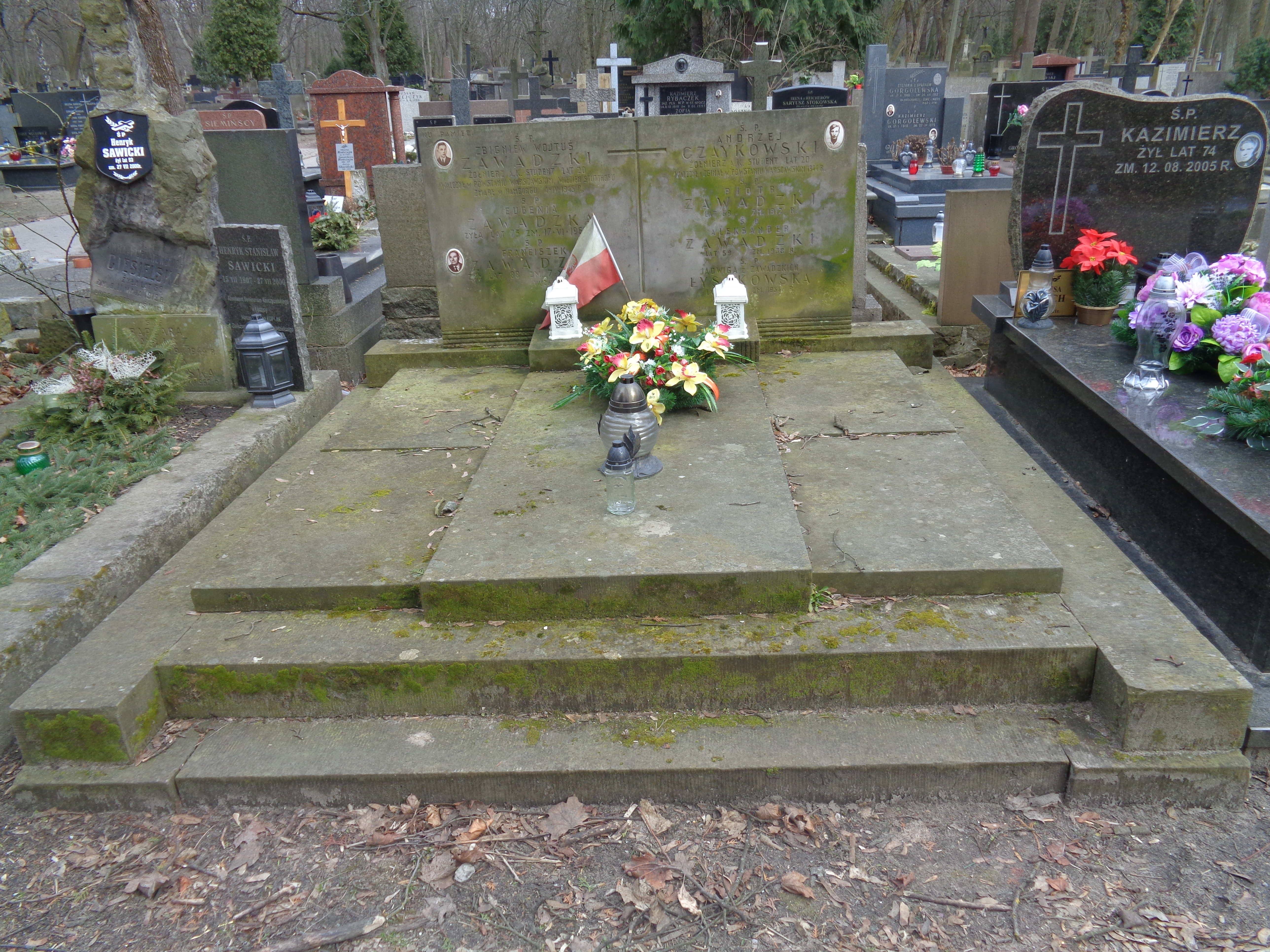
Nagrobek Franciszka Zawadzkiego na Cmentarzu Powązkowskim

Franciszek Zawadzki (ur. 6 października 1887 w Żelechowie, zm. 7 listopada 1975 w Warszawie) – polski przedsiębiorca, producent rowerów, w młodości kolarz szosowy, pierwszy mistrz Polski.

## Kariera sportowa
Jeszcze w okresie zaborów został mistrzem Królestwa Polskiego w wyścigach kolarskich na szosie w latach 1910 i 1911. 24 sierpnia 1919 został pierwszym mistrzem Polski w tej konkurencji wygrywając wyścig na dystansie 100 km. Wyścig organizowało Warszawskie Towarzystwo Cyklistów. Franciszek Zawadzki należał do niego w latach 1910–1921. W kolejnych mistrzostwach w 1921 zajął 4. miejsce.

## Fabryka rowerów
W 1917 założył zakład w Warszawie. Fabryka mieściła się przy ulicy Bagatela. W pierwszym roku działalności powstało jedynie 17 rowerów, ale już w latach trzydziestych zwiększono produkcje do 30 dziennie. Rowery Zawadzkiego były wysokiej jakości, choć sporo kosztowały. Miały wyjątkowo lekką ramę i wygodne, amortyzowane dwoma sprężynami siodełko firmy Brooks. Używali ich zamożni fabrykanci, handlowcy i policjanci. W okresie międzywojennym rower był bardzo popularnym środkiem transportu. Fabryka przynosiła duże zyski i Zawadzki stał się zamożnym człowiekiem.

### Wybuch II wojny światowej i okres powojenny
Jeszcze przed 1939 Franciszek Zawadzki miał zamiar przenieść zakład do wsi Glina w powiecie otwockim, jednak budowy nowej fabryki nie ukończono przed wybuchem II wojny światowej. Starą fabrykę w Warszawie jak i mieszkanie zbombardowano i zamieszkał on z żoną i swoim jedynym synem w willi w Starej Wsi. Podczas wojny wojska niemieckie ograbiały jego majątek. Jego syn Zbigniew brał udział w powstaniu warszawskim, gdzie został ujęty i wywieziono go do obozu zagłady w Stutthof. Ostatecznie po próbie ucieczki zmarł on w okolicach Hamburga. Po wojnie posiadłości Zawadzkiego znacjonalizowano. Założył wtedy warsztat naprawy rowerów w Starej Wsi. W 1968 jego żonę potrącił śmiertelnie samochód. Zawadzki ożenił się ponownie i sprzedał willę z przeznaczeniem na przedszkole. Przeprowadził się do Warszawy i spoczywa wraz z żoną Eugenią (zm. 1968) na cmentarzu Powązkowskim (kwatera 256-6-4,5). Symbolicznie pochowano tam też jego syna Zbigniewa Zawadzkiego (zm. 1945), żołnierza AK.

## Ordery i odznaczenia
- Złoty Krzyż Zasługi (10 listopada 1938)[7]